# Elmira Bositxonova
Elmira Erkinovna Bositxonova (geboren am 10. November 1958 in Taschkent, Usbekische SSR) ist eine usbekische Ärztin, Politikerin und Senatorin des Parlaments von Usbekistan. Im Januar 2020 ernannte Präsident der Republik Usbekistan, Shavkat Mirziyoyev, zum sie zum Mitglied des usbekischen Parlaments, Oliy Majlis.

## Leben
Elmira Bositxonova wurde am 10. November 1958 geboren. Im Jahr 1981 schloss sie ihr Medizinstudium am Staatlichen Medizinischen Institut von Taschkent ab. Von 1981 bis 2011 arbeitete sie zunächst als Assistenzärztin, dann als Anästhesistin, später als Abteilungsleiterin und Chefärztin des klinischen Krankenhauses für Notfallmedizin der Stadt Taschkent.
Im Juni 2011 wurde sie zur stellvertretenden Ministerpräsidentin der Republik Usbekistan ernannt und war Vorsitzende des Frauenkomitees Usbekistans. Seit dem 12. Dezember 2016 war sie stellvertretende Gesundheitsministerin der Republik Usbekistan. Von Juni 2019 bis 19. Februar 2020 war sie stellvertretende Ministerpräsidentin Usbekistans und war auch Vorsitzende des usbekischen Frauenkomitees.
Im Juni 2019 leitete Bositxonova erneut das usbekische Frauenkomitee und wurde stellvertretende Ministerpräsidentin. Mitte Januar 2020 ernannte sie der usbekische Präsident Shavkat Mirziyoyev zum Senatsmitglied. Seit Februar 2020 ist sie die erste stellvertretende Ministerin Usbekistans für Angelegenheiten der Mahallalar und Familie. Seit dem 3. Juli 2020 war sie stellvertretende Gesundheitsministerin Usbekistans. Seit Dezember 2022 ist sie stellvertretender Gesundheitsminister der Republik Usbekistan.